# Englische Badmintonmeisterschaft 1987
Die Englische Badmintonmeisterschaft 1987 fand vom 31. Januar bis zum 3. Februar 1987 im Crawley L.C. in Crawley statt. Es war die 24. Austragung der nationalen Titelkämpfe von England im Badminton.	

## Titelträger
| Disziplin    | Gold                         | Silber                        |
| ------------ | ---------------------------- | ----------------------------- |
| Herreneinzel | Steve Baddeley               | Darren Hall                   |
| Dameneinzel  | Fiona Elliott                | Gillian Clark                 |
| Herrendoppel | Steve Baddeley Andy Goode    | Mike Brown Richard Outterside |
| Damendoppel  | Gillian Clark Gillian Gowers | Karen Beckman Sara Halsall    |
| Mixed        | Andy Goode Fiona Elliott     | Mike Tredgett Gillian Gowers  |

## Finalresultate
| Disziplin    | Sieger                       | Finalist                      | Ergebnis          |
| ------------ | ---------------------------- | ----------------------------- | ----------------- |
| Herreneinzel | Steve Baddeley               | Darren Hall                   | 11–15, 15–8, 15–2 |
| Dameneinzel  | Fiona Elliott                | Gillian Clark                 | 11–8, 11–3        |
| Herrendoppel | Steve Baddeley Andy Goode    | Mike Brown Richard Outterside | 15–8, 15–7        |
| Damendoppel  | Gillian Clark Gillian Gowers | Karen Beckman Sara Halsall    | 15–9, 15–9        |
| Mixed        | Andy Goode Fiona Elliott     | Mike Tredgett Gillian Gowers  | 15–7, 15–9        |